# Zuzana Truplová
Zuzana Truplová (* 19. listopadu 1990, Jihlava) je česká divadelní a filmová herečka. Pod jménem MC Zuzka tvoří a vystupuje jako rapperka. 

## Životopis
Narodila se v Jihlavě, kde studovala osmileté Gymnázium Jana Masaryka. Při gymnáziu působil divadelní spolek Hobit, ve kterém hrála. Když na gymnáziu dodělala v patnácti letech základní školu, rozhodla se pro studium na Pražské konzervatoři. Tam ale neudělala pohybovou část. Proto si podala přihlášku na Janáčkovou konzervatoř v Ostravě, kde už přijata byla. Studovala činohru pod vedením Marie Logojdové a loutkoherectví pod vedením Boženy Homolkové, které dokončila roku 2013. Ve třetím ročníku začala hostovat v divadlech. Její první hostování bylo v Národním divadle moravskoslezském, kde v pohádkovém příběhu Čarodějnice hrála dospívající čarodějnici a Birgit Svensonovou. Následovala role Liny v inscenaci Hra snů v Komorní scéně Aréně. Následně zde převzala roli Amy v Brýlích Eltona Johna a představila se v roli Ofélie v Hamletovi.
Díky této roli jí roku 2010 nabídli angažmá v Komorní scéně Aréně. V Aréně si zahrála řadu rolí. Ztvárnila například Žofii Bergerovou v Baalovi, Morse v Bleše, Natašu v Neuvěřitelných příhodách Julie a Nataši, Lízu v Ruské zavařenině, Hedviku v Divoké kachně, Zenóbii v Budovatelích říše, sekretářku Hanu ve Vyrozumění, Irinu ve Třech sestrách anebo trojroli v Komiksu. V lednu 2019 se stala členkou hereckého souboru Činoherního studia v Ústí nad Labem. Uvedla se rolí Sáry v inscenaci Pan Kolpert. Během krátkého působení zde ztvárnila roli Dawn v Lobby Hero nebo Helenu ve Snu noci svatojánském. V Ústí působila pouze rok a následně se vrátila zpět do Ostravy, kde opět hraje v Komorní scéně Aréně. V roce 2019 obdržela Cenu Thálie pro mladého činoherce do 33 let.
Mimo divadlo se představila i ve filmu a televizi. Před kamerou si poprvé zahrála v roce 2013, a to ve filmu Isabel a Hořící keř. Dále si zahrála ve filmu Ostravak Ostravski anebo v pořadu Pečený sněhulák.
Její zálibou je hip-hop a rapp, kterému se začala věnovat od roku 2007 a jako alterego si zvolila MC Zuzka. Začala tvořit, vystupovat a roku 2023 vydala své první debutové EP s názvem Ještě žiju a to taky není málo. 

## Filmografie
| Rok  | Název                  | Role           | Poznámky                                 |
| ---- | ---------------------- | -------------- | ---------------------------------------- |
| 2013 | Isabel                 | Majordomka     | film                                     |
| 2013 | Hořící keř             | studentka FFUK | televizní minisérie                      |
| 2014 | Pečený sněhulák        |                | televizní pořad                          |
| 2016 | Ostravak Ostravski     | Mirča          | film                                     |
| 2017 | Kozy léčí              | Míša           | televizní film                           |
| 2019 | Stockholmský syndrom   | barmanka       | televizní minisérie                      |
| 2020 | Modrý kód              |                | televizní seriál, díl: „Urgent v pohybu“ |
| 2021 | Volným pádem           |                | film                                     |
| 2023 | O malých věcech        |                | film                                     |
| 2024 | Metoda Markovič: Hojer |                | televizní seriál, díl: „Možnost léčby“   |